# Aeroportul Redcliffe
Aeroportul Redcliffe (IATA: RCL, ICAO: NVSR) este un aeroport din Penama⁠(d), Vanuatu ce deservește zona Ambae Aelan⁠(d).
Situat la o altitudine de 18 m, aeroportul dispune de o singură pistă.